# Cinara montanicola
Cinara montanicola är en insektsart. Cinara montanicola ingår i släktet Cinara och familjen långrörsbladlöss. Inga underarter finns listade i Catalogue of Life.